# Кінгстон (Род-Айленд)
Кінгстон (англ. Kingston) — переписна місцевість (CDP) в США, в окрузі Вашингтон штату Род-Айленд. Населення — 7825 осіб (2020).

## Географія
Кінгстон розташований за координатами 41°28′23″ пн. ш. 71°31′27″ зх. д. / 41.47306° пн. ш. 71.52417° зх. д. (41.473179, -71.524124).  За даними Бюро перепису населення США в 2010 році переписна місцевість мала площу 4,05 км², з яких 4,03 км² — суходіл та 0,02 км² — водойми.

### Клімат
| Клімат : Кінгстон     | Клімат : Кінгстон | Клімат : Кінгстон | Клімат : Кінгстон | Клімат : Кінгстон | Клімат : Кінгстон | Клімат : Кінгстон | Клімат : Кінгстон | Клімат : Кінгстон | Клімат : Кінгстон | Клімат : Кінгстон | Клімат : Кінгстон | Клімат : Кінгстон | Клімат : Кінгстон |
| Показник              | Січ.              | Лют.              | Бер.              | Квіт.             | Трав.             | Черв.             | Лип.              | Серп.             | Вер.              | Жовт.             | Лист.             | Груд.             | Рік               |
| Середній максимум, °C | 3,2               | 3,7               | 8,0               | 13,7              | 19,4              | 24,2              | 27,0              | 26,3              | 22,9              | 17,6              | 11,2              | 5,2               | 15,2              |
| Середній мінімум, °C  | −7,3              | −6,9              | −2,7              | 1,9               | 7,1               | 12,1              | 15,4              | 14,7              | 10,9              | 5,0               | 0,3               | −5                | 3,8               |
| Норма опадів, мм      | 114               | 99                | 127               | 112               | 97                | 89                | 79                | 109               | 99                | 99                | 119               | 122               | 1260              |
| --------------------- | ----------------- | ----------------- | ----------------- | ----------------- | ----------------- | ----------------- | ----------------- | ----------------- | ----------------- | ----------------- | ----------------- | ----------------- | ----------------- |
| Джерело: Weatherbase  |                   |                   |                   |                   |                   |                   |                   |                   |                   |                   |                   |                   |                   |

## Демографія
Згідно з переписом 2010 року, у переписній місцевості мешкали 6974 особи в 731 домогосподарстві у складі 443 родин. Густота населення становила 1723 особи/км².  Було 788 помешкань (195/км²).
Расовий склад населення:
| - 85,3 % — білих - 5,7 % — чорних або афроамериканців - 4,0 % — азіатів - 0,4 % — корінних американців - 0,1 % — вихідців з тихоокеанських островів - 2,2 % — осіб інших рас |

До двох чи більше рас належало 2,3 %. Частка іспаномовних становила 6,2 % від усіх жителів.
За віковим діапазоном населення розподілялося таким чином: 5,5 % — особи молодші 18 років, 90,8 % — особи у віці 18—64 років, 3,7 % — особи у віці 65 років та старші. Медіана віку мешканця становила 19,8 року. На 100 осіб жіночої статі у переписній місцевості припадало 81,4 чоловіків;  на 100 жінок у віці від 18 років та старших — 79,3 чоловіків також старших 18 років.
Середній дохід на одне домашнє господарство  становив 85 639 доларів США (медіана — 71 786), а середній дохід на одну сім'ю — 123 352 долари (медіана — 112 353). Медіана доходів становила 62 500 доларів для чоловіків та 40 288 доларів для жінок. За межею бідності перебувало 23,3 % осіб, у тому числі 10,5 % дітей у віці до 18 років та 0,0 % осіб у віці 65 років та старших.
Цивільне працевлаштоване населення становило 2789 осіб. Основні галузі зайнятості: освіта, охорона здоров'я та соціальна допомога — 28,5 %, мистецтво, розваги та відпочинок — 26,5 %, роздрібна торгівля — 19,4 %.